# María Teresita Villavicencio
María Teresita Villavicencio (n. 1975) es una oficial de policía y política argentina de la Unión Cívica Radical, que se desempeñó como diputada nacional por la provincia de Tucumán entre 2015 y 2019.

## Biografía
Nació en la provincia de Tucumán en 1975, residiendo en la vecina provincia de Santiago del Estero en donde desarrolló su carrera como agente de la policía provincial desde 1993 y como oficial desde 2006.
En 2005 regresó a su provincia natal, donde contrajo matrimonio y se afilió a la Unión Cívica Radical (UCR), aunque continuó trabajando como oficial inspectora en la policía de Santiago del Estero, en la localidad de Termas de Río Hondo. En las elecciones legislativas de 2015, fue elegida diputada nacional, en el segundo lugar de la lista de Cambiemos en Tucumán. Tras su elección, solicitó licencia como oficial de policía.
En 2016, junto a su comprovinciano Juan Casañas, abandonaron el bloque de la UCR y el interbloque Cambiemos, conformando el bloque «del Bicentenario». Tras las elecciones legislativas de 2017, pasó a conformar el bloque Evolución Radical liderado por Martín Lousteau.
Se desempeñó como secretaria de la comisión de Libertad de Expresión, e integró como vocal las comisiones de Acción Social y Salud Pública; de Educación; y de Análisis y Seguimiento de Normas Tributarias y Previsionales. Votó en contra de la reforma previsional de 2017.
Partidaria de la legalización del aborto en Argentina desde su experiencia policial, apoyó el proyecto de legalización desde 2015. Votó a favor del proyecto de ley de interrupción voluntaria del embarazo de 2018, que fue aprobado por la Cámara de Diputados y rechazado en el Senado. Junto con otros diputados, al año siguiente, participó en la presentación de un proyecto de ley similar.